# Spoorlijn Argenton-sur-Creuse - La Chaussée
De spoorlijn Argenton-sur-Creuse - La Chaussée was een Franse spoorlijn van Argenton-sur-Creuse naar Le Magny. De lijn was 39,8 km lang en heeft als lijnnummer 697 000.

## Geschiedenis
De lijn werd geopend door de Compagnie du chemin de fer de Paris à Orléans op 18 oktober 1903. Reizigersverkeer was er tot 15 mei 1939. Goederenverkeer werd in twee gedeeltes opgeheven, tussen Maillet en Cluis op 8 oktober 1950 en tussen Argenton en Maillet en tussen Cluis en La Chaussée op 18 mei 1952.

## Aansluitingen
In de volgende plaatsen is of was er een aansluiting op de volgende spoorlijnen:
Argenton-sur-Creuse
RFN 590 000, spoorlijn tussen Les Aubrais-Orléans en Montauban-Ville-Bourbon
RFN 598 000, spoorlijn tussen Port-de-Piles en Argenton-sur-Creuse
La Chaussée
RFN 698 000, spoorlijn tussen La Châtre en Guéret